# Vasilyevite
La vasilyevite è un minerale.